# Alpheus cremnus
Alpheus cremnus is een garnalensoort uit de familie van de Alpheidae. De wetenschappelijke naam van de soort is voor het eerst geldig gepubliceerd in 1982 door Banner & Banner.